# Tomosaburó Kató
Tomosaburó Kató (japonsky: 加藤 友三郎; 22. února 1861 Hirošima – 24. srpna 1923 Tokio) byl japonský admirál a politik, premiér Japonska v letech 1922 až 1923. V letech 1915–1923 byl ministrem námořnictva.

## Život
Narodil se v samurajské rodině. Vystudoval Japonskou císařskou námořní akademii. Specializoval se na námořní dělostřelectvo a navigaci. Po svém jmenování poručíkem sloužil v roce 1887 na korvetě Cukuba, poté na křižníku Takačiho. Během první čínsko-japonské války sloužil jako dělostřelecký důstojník na křižníku Jošino. Po skončení války působil v mnoha štábních funkcích, než byl povýšen na velitele. Byl výkonným důstojníkem na bitevní lodi Jašima a kapitánem lodi Cukuši. 1. září 1904 byl povýšen na kontradmirála.
Během rusko-japonské války sloužil jako náčelník štábu admirála Tógó Heihačiró na bitevní lodi Mikasa, kde pomáhal při vítězství v bitvě u Cušimy. V roce 1906 se stal náměstkem ministra námořnictva. 28. srpna 1908 byl povýšen na viceadmirála. V roce 1909 byl jmenován velitelem námořního okruhu Kure a v roce 1913 se stal vrchním velitelem kombinované flotily.
V srpnu 1915 byl jmenován ministrem námořnictva, jen několik dní před svým povýšením na admirála (28. srpna 1915). Na této pozici působil ve čtyřech kabinetech. Za Hary a Takahašiho byl zplnomocněným komisařem Japonska na Washingtonské námořní konferenci a spolupracoval s velvyslancem Šideharou Kidžuróem na jednáních, která vedla ke Smlouvě pěti velmocí. Výsledkem byl japonský závazek omezit své válečné námořnictvo.
Po svém návratu byl za diplomatický výkon na konferenci oslavován a následně i jmenován ministerským předsedou. Jeho kabinet se skládal hlavně z byrokratů a členů Sněmovny šlechticů, což vyvolalo nespokojenost v armádě. Tu prohloubily i některé rozpočtové škrty v obraně. Během svého působení ve funkci premiéra stáhl japonské síly ze Šan-tungu v Číně a ukončil japonskou účast na sibiřské intervenci v Rusku. Zemřel přímo ve funkci, když podlehl rakovině tlustého střeva.